# Güímar

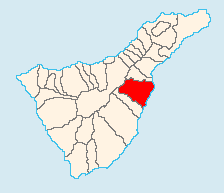
Localização de Güímar

Güímar é um município da Espanha na província de Santa Cruz de Tenerife, comunidade autónoma das Canárias. Tem 102,9 km² de área e em 2021 tinha 21 000 habitantes (densidade: 204,1 hab./km²).

## Demografia
| Variação demográfica do município entre 1991 e 2013 | Variação demográfica do município entre 1991 e 2013 | Variação demográfica do município entre 1991 e 2013 | Variação demográfica do município entre 1991 e 2013 | Variação demográfica do município entre 1991 e 2013 |
| --------------------------------------------------- | --------------------------------------------------- | --------------------------------------------------- | --------------------------------------------------- | --------------------------------------------------- |
| 1991                                                | 1996                                                | 2001                                                | 2004                                                | 2013                                                |
| 14429                                               | 14014                                               | 15271                                               | 16334                                               | 18776                                               |